# 2010년 뉴욕 영화제
제48회 뉴욕 영화제는 2010년 9월 24일에 열린 시상식이다.

## 수상 (비경쟁)

### 장편 상영작
- 어나더 이어 - 마이크 리
- 오로라 - 크리스티 푸이유
- 검은 비너스 - 압델라티프 케시시
- 카를로스 더 자칼 - 올리비에 아사야스
- 증명서 - 압바스 키아로스타미
- 필름 소셜리즘 - 장 뤽 고다르 외 4명
- 인사이드 잡 - 찰스 퍼거슨
- 레넌NYC - 마이클 앱스타인
- 믹스 컷오프 - 켈리 라이카트
- 나의 기쁨 - 세르히 로즈니차
- 리스본의 미스터리 - 라울 루이즈
- 신과 인간 - 자비에 보브와
- 옥희의 영화 - 홍상수
- 올드 캐츠 - 페드로 페이라노 외 1명
- 시 - 이창동
- 포스트 모템 - 파블로 라라인
- 네 번 - 미켈란젤로 프라마르티노
- 멕시코 혁명, 10가지 이야기 - 마리아나 체닐로 외 3명
- 강도 - 벤야민 하이젠베르크
- 로빈슨 인 루인스 - 패트릭 킬러
- 조용한 영혼들 - 알렉세이 페도르첸코
- 안젤리카의 이상한 사건 - 마뇰 드 올리베이라
- 화요일, 크리스마스 뒤에 - 라두 문틴
- 엉클 분미 - 아피찻퐁 위라세타쿤
- 위 알 왓 위 알 - 호르헤 미첼 그라우

### 단편 상영작
- 아코디언 - 자파르 파나히
- 올 플라워즈 인 타임 - 조나단 카우에트
- 블록 - 마리알리 리바스
- 데이 트립 - 조 맥킨토시
- Deu Ci Sia - 지안루이지 타르디티
- 매리 라스트 씬 - T. 숀 더킨
- 누렙시 - 제시카 사라 린랜드
- 프로텍트 더 네이션 - C.R. 레이저
- Translating Edwin Honig: A Poet's Alzheimer's - 앨런 벌리너